# Perkins (Oklahoma)
Perkins é uma cidade  localizada no estado norte-americano de Oklahoma, no Condado de Payne.

## Demografia
Segundo o censo norte-americano de 2000, a sua população era de 2272 habitantes.
Em 2006, foi estimada uma população de 2250, um decréscimo de 22 (-1.0%).

## Geografia
De acordo com o United States Census Bureau tem uma área de
5,8 km², dos quais 5,8 km² cobertos por terra e 0,0 km² cobertos por água. Perkins localiza-se a aproximadamente 262 m acima do nível do mar.

## Localidades na vizinhança
O diagrama seguinte representa as localidades num raio de 20 km ao redor de Perkins.